# VH1 Danmark
VH1 Danmark ist ein Ableger des US-Senders VH1. Er ist der fünfte (dritter der noch laufenden) Landesableger in Europa nach VH1 Polska, VH1 UK & Ireland und den inzwischen eingestellten Sendern VH-1 Deutschland und VH1 Россия. Er ersetzte den in anderen europäischen Ländern existierenden Ableger VH1 Europe. Bis 2009 teilte sich VH1 Danmark die Frequenz mit dem Schwesterprogramm Nickelodeon Danmark. Seit 2009 aber ist VH1 Danmark 24 Stunden auf einer eigenen Frequenz empfangbar. Die Zielgruppe des Senders richtet sich an 25- bis 50-Jährige. Seit dem 1. November 2009 ist VH1 Danmark auch über die DVB-T-Plattform Boxer zu empfangen. Im Satellitenfernsehen Dänemarks wird jedoch immer noch die pan-europäische Version ausgestrahlt. Es wurde angekündigt, dass der Sender am 1. April 2024 eingestellt wird. Er wird durch Nick Music ersetzt werden.

## Programm
Viele Sendungen von MTV Danmark etc. werden auf VH1 Danmark wiederholt.
Sendungen bei VH1 Danmark sind z. B.:
- Behind the Music1
- Box Set
- Inside out

Außerdem wird eine wöchentliche Chartshow (genannt: Top 20) auf VH1 gezeigt. Sie wird moderiert von der Radio-Persönlichkeit Dan Rachlin.